# Montealegre del Castillo
Montealegre del Castillo és un municipi de la província d'Albacete a la comunitat de Castella la Manxa (Espanya). Limita amb Almansa, Bonete, Fuente-Álamo i Corral-Rubio a la província d'Albacete, així com Iecla i Jumella a la Regió de Múrcia.

## Demografia
| 1900  | 1910  | 1920  | 1930  | 1940  | 1950  | 1960  | 1970  | 1981  | 1991  | 1996  | 2001  | 2005  | 2006 ! |  |
| ----- | ----- | ----- | ----- | ----- | ----- | ----- | ----- | ----- | ----- | ----- | ----- | ----- | ------ |  |
| 3.453 | 3.927 | 3.823 | 3.853 | 3.764 | 3.730 | 3.112 | 2.208 | 2.347 | 2.193 | 2.153 | 2.237 | 2.291 | 2.320  |  |

Font: Institut Nacional d'Estadística (INE)

## Ajuntament
| Període      | Nom de l'alcalde/-essa    | Partit polític       | Data de possessió |
| ------------ | ------------------------- | -------------------- | ----------------- |
| 1979 - 1983  | Sinforiano Montes Sánchez | Independents         | 19/04/1979        |
| 1983 - 1987  | Emilio Vizcaíno Yáñez     | Alianza Popular - PP | 28/05/1983        |
| 1987 - 1991  | Sinforiano Montes Sánchez | Alianza Popular - PP | 30/06/1987        |
| 1991 - 1995  | Sinforiano Montes Sánchez | Partido Popular      | 15/06/1991        |
| 1995 - 1999  | Sinforiano Montes Sánchez | Partido Popular      | 17/06/1995        |
| 1999 - 2003  | Sinforiano Montes Sánchez | Partido Popular      | 03/07/1999        |
| 2003 - 2007  | Sinforiano Montes Sánchez | Partido Popular      | 14/06/2003        |
| 2007 - 2011  | Sinforiano Montes Sánchez | Partido Popular      | 16/06/2007        |
| 2011 - 2015  | n/d                       | n/d                  | 11/06/2011        |
| 2015 - 2019  | n/d                       | n/d                  | 13/06/2015        |
| 2019 - 2023  | n/d                       | n/d                  | 15/06/2019        |
| Des del 2023 | n/d                       | n/d                  | 17/06/2023        |